# Umjetničko klizanje na ZOI 2010.
Natjecanje u umjetničkom klizanje na Zimskim olimpijskim igrama u Vancouveru održavalo se u Pacific Coliseumu. Natjecanja su se održavala od 14. do 27. veljače 2010. godine.

## Parovi
| Mjesto | Država   | Športaši                            | Bodova |
| ------ | -------- | ----------------------------------- | ------ |
| 1.     | NR Kina  | Shen Xue Zhao Hongbo                | 216,57 |
| 2.     | NR Kina  | Pang Qing Tong Jian                 | 213,31 |
| 3.     | Njemačka | Olena Savčenko Robin Szolkowy       | 210,60 |
| 4.     | Rusija   | Yuko Kawaguti Alexander Smirnov     | 194,77 |
| 5.     | NR Kina  | Zhang Dan Zhang Hao                 | 194,34 |
| 6.     | Kanada   | Jessica Dubé Bryce Davison          | 187,11 |
| 7.     | Rusija   | Maria Mukhortova Maxim Trankov      | 185,79 |
| 8.     | Ukrajina | Tatjana Volosožar Stanislav Morosov | 181,78 |
| 9.     | Kanada   | Annabelle Langlois Cody Hay         | 179,97 |
| 10.    | SAD      | Amanda Evora Mark Ladwig            | 171,92 |

## Plesni parovi
| Mjesto | Država                 | Športaši                              | Bodova |
| ------ | ---------------------- | ------------------------------------- | ------ |
| 1.     | Kanada                 | Tessa Virtue Scott Moir               | 221,57 |
| 2.     | SAD                    | Meryl Davis Charlie White             | 215,74 |
| 3.     | Rusija                 | Oksana Domnina Maxim Šabalin          | 207,64 |
| 4.     | SAD                    | Tanith Belbin Benjamin Agosto         | 203,07 |
| 5.     | Italija                | Federica Faiella Massimo Scali        | 199,17 |
| 6.     | Francuska              | Isabelle Delobel Olivier Schoenfelder | 193,73 |
| 7.     | Francuska              | Nathalie Péchalat Fabian Bourzat      | 190,49 |
| 8.     | Ujedinjeno Kraljevstvo | Sinead Kerr John Kerr                 | 186,01 |
| 9.     | Rusija                 | Jana Chochlova Sergei Novizki         | 185,86 |
| 10.    | Izrael                 | Alexandra Zaretski Roman Zaretski     | 180,26 |

## Muškarci
| Mjesto | Država    | Klizač            | Bodovi |
| ------ | --------- | ----------------- | ------ |
| 1.     | SAD       | Evan Lysacek      | 257.67 |
| 2.     | Rusija    | Jevgenij Plušenko | 256.36 |
| 3.     | Japan     | Daisuke Takahashi | 247.23 |
| 4.     | Švicarska | Stéphane Lambiel  | 246.72 |
| 5.     | Kanada    | Patrick Chan      | 241.42 |
| 6.     | SAD       | Johnny Weir       | 238.87 |
| 7.     | Japan     | Nobunari Oda      | 238.54 |
| 8.     | Japan     | Takahiko Kozuka   | 231.19 |
| 9.     | SAD       | Jeremy Abbott     | 218.96 |
| 10.    | Češka     | Michal Březina    | 216.73 |

*Datum: 16. veljače 2010., 16:15 h (kratki program)
*Datum: 18. veljače 2010., 16:45 h (slobodni program)

## Žene
| Mjesto | Država       | Športašica       | Bodova      |
| ------ | ------------ | ---------------- | ----------- |
| 1.     | Južna Koreja | Kim Yu-na        | 228,56 (SR) |
| 2.     | Japan        | Mao Asada        | 205,50      |
| 3.     | Kanada       | Joannie Rochette | 202,64      |
| 4.     | SAD          | Mirai Nagasu     | 190,15      |
| 5.     | Japan        | Miki Ando        | 188,86      |
| 6.     | Finska       | Laura Lepistö    | 187,97      |
| 7.     | SAD          | Rachael Flatt    | 182,49      |
| 8.     | Japan        | Akiko Suzuki     | 181,44      |
| 9.     | Rusija       | Aljona Leonova   | 172,46      |
| 10.    | Rusija       | Xenia Makarova   | 171,91      |

## Lista medalja
| Lista medalja u umjetničkome klizanju | Lista medalja u umjetničkome klizanju | Lista medalja u umjetničkome klizanju | Lista medalja u umjetničkome klizanju | Lista medalja u umjetničkome klizanju | Lista medalja u umjetničkome klizanju |
| Mjesto                                | Država                                | Z                                     | S                                     | B                                     | Ukupno                                |
| ------------------------------------- | ------------------------------------- | ------------------------------------- | ------------------------------------- | ------------------------------------- | ------------------------------------- |
| 1                                     | NR Kina                               | 1                                     | 1                                     | –                                     | 2                                     |
| 1                                     | SAD                                   | 1                                     | 1                                     | -                                     | 2                                     |
| 3                                     | Kanada                                | 1                                     | -                                     | 1                                     | 2                                     |
| 4                                     | Južna Koreja                          | 1                                     | -                                     | -                                     | 1                                     |
| 5                                     | Japan                                 | -                                     | 1                                     | 1                                     | 2                                     |
| 5                                     | Rusija                                | -                                     | 1                                     | 1                                     | 2                                     |
| 7                                     | Njemačka                              | -                                     | -                                     | 1                                     | 1                                     |

## Vanjske poveznice
- Službene olimpijske stranice za natjecanje u umjetničkome klizanju